# Via Lattea
Via Lattea (Mlečna pot) je ime športnega področja v italijanskih in francoskih Alpah. Nahaja se nekje 70 km zahodno od Torina in čez francosko mejo. Vključuje štiri piemontska središča , Claviere (1760 m), Sansicario (1700 m), Sauze d'Oulx (1509 m) in Sestriere (2035 m) ter franconsko središče Montgenèvre (1860 m). Skupaj pokrivajo več kot 405 km smučarskih površin, od tega jih je 120 posutih z umetnim snegom in imajo 70 sedežnic. Najnižja se nahaja na 1350 m v vasi Cesana Torinese, najvišja točka pa je Mont Motta (2800 m) na smučiščih v Sestrieru.
Claviere se nahaja na prelazu, ki povezuje Italijo in Francijo. Je manjše šmučarsko središče pod Mont Chabertonom in je primerno za povprečne smučarje ter vsebuje malo smučišč za novince. Bil je tudi središče za treninge tekmovalcev zimskih olimpijskih iger 2006. Sestriere je znan po mnogih slalomskih tekmovanjih, je eno izmed najobiskanih središč v Vii Lattea. Montgenèvre je z manjšimi pobočji in širokim smučiščem primer za začetnike 
in lažjo smuko. 